# Pallacanestro ai VII Giochi del Mediterraneo
Il torneo di pallacanestro ai VII Giochi del Mediterraneo si è svolto dal 24 al 30 agosto 1975 ad Algeri.

## Squadre partecipanti
Otto squadre competono in 2 gironi da 4. Il girone A comprendeva: Jugoslavia, Spagna, Tunisia e Grecia. Il gruppo B comprendeva: Algeria, Egitto, Italia e Francia.

## Risultati

### Gruppo A
| Squadra    | P.ti | V - P | PF - PS   | DP   |
| ---------- | ---- | ----- | --------- | ---- |
| Jugoslavia | 6    | 3 - 0 | 291 - 205 | +86  |
| Spagna     | 4    | 2 - 1 | 246 - 217 | +29  |
| Grecia     | 2    | 1 - 2 | 256 - 255 | +1   |
| Tunisia    | 0    | 0 - 3 | 191 - 307 | -116 |

### Gruppo B
| Squadra | P.ti | V - P | PF - PS   | DP  |
| ------- | ---- | ----- | --------- | --- |
| Francia | 6    | 3 - 0 | 281 - 224 | +57 |
| Italia  | 4    | 2 - 1 | 254 - 185 | +69 |
| Egitto  | 2    | 1 - 2 | 226 - 282 | -56 |
| Algeria | 0    | 0 - 3 | 200 - 270 | -70 |

## Classifica finale
| -       | Paese      | Formazione |
| ------- | ---------- | --- |
| Oro     | Jugoslavia | Jugoslavia4 Rakočević, 5 Kićanović, 6 Todorić, 7 Žižić, 8 Jerkov, 9 Živković, 10 Georgievski, 11 Knego, 12 Radovanović, 13 Varajić, 14 Dalipagić, 15 Delibašić, All. -    |
| Argento | Francia    | FranciaBellot, Beugnot, Cachemire, Bonato, Clabau, Dubuisson, Grzanka, Haquet, Lamothe, Sénégal, Vebobe, All. -                                                           |
| Bronzo  | Italia     | ItaliaAntonelli, Benelli, Beretta, Caglieris, Gergati, Gorghetto, Paleari, Pierich, Rizzi, Tombolato, Villalta, Viola, All. Carlo Cerioni                                 |
| 4.      | Spagna     | SpagnaBeirán, Beltrán, Bosch, Delgado, Estrada, Fernández, Filbá, Gil, Nava, Prada, Ramos, Soriano, All. Antonio Díaz-Miguel                                              |
| 5.      | Grecia     | GreciaAlexandrīs, Diakoulas, Fōsses, Giannouzakos, Giatzoglou, Kastrinakīs, Kokolakīs, Korōnaios, Papageōrgiou, Papazoglou, Petropoulos, Stamelos, All. Richard Dukeshire |
| 6.      | Egitto     | |
| 7.      | Tunisia    | |
| 8.      | Algeria    | |